# Pair de France

Heraldische Krone eines Herzogs mit der Kappe eines Pair

Der Titel Pair de France (von lateinisch par ‚gleich‘) bezeichnete seit dem 13. Jahrhundert politisch privilegierte Hochadelige in Frankreich. Die englische Form ist Peer. Der Status eines Pairs von Frankreich war der höchste im französischen Adel und wurde vom König verliehen. Der Titel wurde 1789 zu Beginn der Französischen Revolution erstmals abgeschafft. Die Pairskammer wurde jedoch während der Restauration der Bourbonen mit der Charte von 1814 wieder eingeführt. 1831 wurde der erbliche Titel abgeschafft, doch bestand die Pairwürde zu Lebzeiten des Inhabers weiterhin, bis der Titel in der Februarrevolution 1848 endgültig abgeschafft wurde.

## Geschichte
Ursprünglich umschrieb der Begriff pares die Gesamtheit aller Vasallen eines Lehnsherren, unabhängig von ihrem Rang und ihrer tatsächlichen Macht. Im Frankreich der frühen Kapetingerkönige erlangten die Vasallen der Krone eine fast souveräne, fürstengleiche Position gegenüber dem Königtum und standen außerhalb der königlichen Gerichtsbarkeit. Als sich aber in der zweiten Hälfte des 12. Jahrhunderts in Frankreich die Monarchie gegenüber den feudalen Strukturen durchzusetzen begann und Vasallen nun auch vor das königliche Hofgericht zitiert werden konnten, beanspruchten die mächtigsten der königlichen Vasallen eine juristische Sonderbehandlung, die sich deutlich von der des weniger mächtigen „niederen“ Adels abzugrenzen hatte.
Es bildete sich die Gruppierung der pares regni ‚Pairs der Königswürde‘ oder auch pares Franciae ‚Pairs von Frankreich‘. Als solcher wurde erstmals 1180 der Graf von Champagne genannt. Die hervorgehobene Stellung dieser Pairs wurde unter anderem durch die Übertragung spezieller Aufgaben bei Königskrönungen deutlich gemacht, und dies blieb eines ihrer wichtigsten Merkmale bis zum Ende des Ancien Régime. Eine weitere frühe Aufgabe war ihre Funktion als Beisitzer im Lehnsgericht der französischen Könige.
Um 1216 gab es neun Pairs. Dies waren einerseits der Erzbischof von Reims und die Bischöfe von Langres, Beauvais, Châlons-en-Champagne und Noyon. Der Pairsrang dieser Personen war nicht in ihrer geistlichen Würde begründet, sondern durch ihre gleichzeitig wahrgenommenen weltlichen Ämter als Grafen bzw. Herzöge. Diese Gebiete erhielten sie als Lehen von der Krone. Die weiteren Pairs waren die Herzöge der Normandie, von Burgund und der Guyenne/Aquitanien sowie der Graf von Champagne.
Ein paar Jahre später (vor 1228) kamen drei Pairs hinzu, was deren Zahl auf zwölf erhöhte. Oft wurden sie mit den zwölf „Paladinen“ Karls des Großen aus den Chansons de geste verglichen, die zu dieser Zeit sehr populär waren. Tatsächlich wurden diese Geschichten so sehr mit dem Rang der Pairs von Frankreich in Verbindung gebracht, dass die Menschen lange Zeit dachten, er stamme aus der Zeit Karls des Großen. Die drei Pairs, die vor 1228 hinzugefügt wurden, waren der Bischof von Laon und die Grafen von Flandern und Toulouse.
Nachdem bis zum späteren 13. Jahrhundert drei weltliche Pairtitel (Normandie, Toulouse und Champagne) in der Krone aufgegangen waren, wurden 1297 mit Artois, Anjou und Bretagne drei neue Pairs geschaffen, um sie zu ersetzen. In folgenden Jahrhunderten entfiel die Begrenzung auf 12 Pairs, bis sie eine Gesamtzahl von 25 erreichten. Zwischen den 12 „alten“ und den 13 „neuen“ Pairtiteln wurde ein Unterschied gemacht. Nur die alten hatten bei der Krönung spezifische Aufgaben.

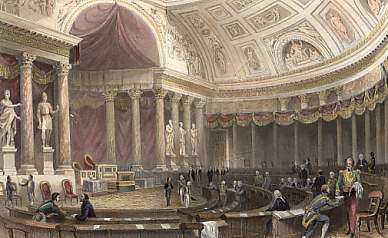
Der Sitzungssaal der Chambre des Pairs im Palais du Luxembourg (1841)

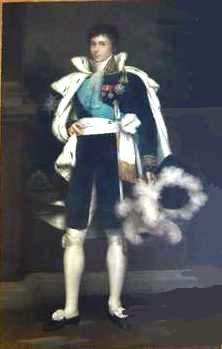
Der 7. Marquis de Vibraye in der blau-weißen Uniform eines Mitgliedes der Chambre des Pairs

Von 1814 bis 1848 waren die Pairs Mitglieder der 1. Kammer (Chambre des Pairs) des französischen Parlaments.
Die im Folgenden angegebenen Jahreszahlen für das Erlöschen der Zugehörigkeit zu den Pairs von Frankreich müssen nicht notwendigerweise mit dem Erlöschen des zugehörigen Adelstitels übereinstimmen.

## Die „alten“ Pairs
| Titel                 | Jahr     | Bemerkungen                       |
| --------------------- | -------- | --------------------------------- |
| Herzog von Reims      | vor 1216 | gehalten vom Erzbischof von Reims |
| Herzog von Langres    | vor 1216 | gehalten vom Bischof von Langres  |
| Herzog der Normandie  | vor 1216 | verloren 1203                     |
| Herzog von Burgund    | vor 1216 | verschmolzen 1361                 |
| Herzog von Aquitanien | vor 1216 | verloren 1203                     |
| Graf von Beauvais     | vor 1216 | gehalten vom Bischof von Beauvais |
| Graf von Châlons      | vor 1216 | gehalten vom Bischof von Châlons  |
| Graf von Noyon        | vor 1216 | gehalten vom Bischof von Noyon    |
| Graf von Champagne    | vor 1216 | verschmolzen 1316                 |
| Herzog von Laon       | vor 1228 | gehalten vom Bischof von Laon     |
| Graf von Toulouse     | vor 1228 | verschmolzen 1271                 |
| Graf von Flandern     | vor 1228 | an Spanien abgetreten 1531        |

## Die „neuen“ Pairs (1259–1789)

### 13. Jahrhundert
| Titel               | Jahr | Titelinhaber                | Abschaffung                | Bemerkungen                            |
| ------------------- | ---- | --------------------------- | -------------------------- | -------------------------------------- |
| Herzog von Guyenne  | 1259 | England (Haus Plantagenet)  | verloren 1369              | auch verloren 1294–1303 und 1347–1360  |
| Graf von Anjou      | 1297 | königliche Familie          | verschmolzen 1328          | für Karl, Bruder von König Philipp IV. |
| Graf von Artois     | 1297 | Artois (königliche Familie) | an Spanien abgetreten 1526 |                                        |
| Herzog von Bretagne | 1297 | Dreux (königliche Familie)  | verschmolzen 1532          |                                        |

### 14. Jahrhundert
| Titel                      | Jahr      | Titelinhaber                 | Abschaffung                | Bemerkungen                                   |
| -------------------------- | --------- | ---------------------------- | -------------------------- | --------------------------------------------- |
| Graf von Poitou            | 1314      | königliche Familie           | verschmolzen 1316          | für Philipp, Bruder von König Ludwig X.       |
| Graf von La Marche         | 1316      | königliche Familie           | erloschen 1321             | für Karl, Bruder von König Philipp V.         |
| Graf von Évreux            | 1316      | Évreux (königliche Familie)  | getauscht 1404             |                                               |
| Graf von Angoulême         | 1317      | Évreux (königliche Familie)  | getauscht 1404             |                                               |
| Graf von La Marche         | 1321      | Bourbon (königliche Familie) | verloren 1527              |                                               |
| Graf von Etampes           | 1327      | Évreux (königliche Familie)  | abgegeben 1381             |                                               |
| Herzog von Bourbon         | 1327      | Bourbon (königliche Familie) | verloren 1527              |                                               |
| Graf von Beaumont-le-Roger | 1328      | Artois (königliche Familie)  | verloren 1331              |                                               |
| Graf von Maine             | 1331      | königliche Familie           | verschmolzen 1350          | für Johann, Sohn von König Philipp VI.        |
| Herzog der Normandie       | 1332      | königliche Familie           | verschmolzen 1350          | für Johann, Sohn von König Philipp VI.        |
| Herzog von Orléans         | 1344      | königliche Familie           | erloschen 1392             | für Philipp, Sohn von König Philipp VI.       |
| Graf von Valois            | 1344      | königliche Familie           | erloschen 1392             | für Philipp, Sohn von König Philipp VI.       |
| Graf von Nevers            | 1347      | königliche Familie, Flandres | erloschen 1383             | für Margarete, Tochter von König Philipp V.   |
| Graf von Mantes            | 1353      | Évreux (königliche Familie)  | getauscht 1404             |                                               |
| Graf von Beaumont-le-Roger | 1354      | Évreux (königliche Familie)  | getauscht 1404             |                                               |
| Herzog der Normandie       | 1355      | königliche Familie           | verschmolzen 1364          | für Karl, Sohn von König Johann II.           |
| Herzog von Anjou           | 1356      | königliche Familie           | erloschen 1481             | für Ludwig, Sohn von König Johann II.         |
| Graf von Poitou            | 1357      | königliche Familie           | getauscht 1360             | für Johann, Sohn von König Johann II.         |
| Graf von Mâcon             | 1359      | königliche Familie           | getauscht 1360             | für Johann, Sohn von König Johann II.         |
| Graf von Maine             | 1360      | königliche Familie           | erloschen 1481             | für Ludwig, Sohn von König Johann II.         |
| Herzog von Berry           | 1360      | königliche Familie           | erloschen 1416             | für Johann, Sohn von König Johann II.         |
| Herzog von Auvergne        | 1360      | königliche Familie           | erloschen 1521             | für Johann, Sohn von König Johann II.         |
| Herzog von Touraine        | 1360      | königliche Familie           | getauscht 1363             | für Philipp, Sohn von König Johann II.        |
| Herzog von Burgund         | 1363      | königliche Familie           | erloschen 1477             | für Philipp, Sohn von König Johann II.        |
| Graf von Poitou            | 1369      | königliche Familie           | erloschen 1417             | für Johann, Sohn von König Johann II.         |
| Baron von Montpellier      | 1371      | Évreux (königliche Familie)  | verloren 1382              |                                               |
| Herzog von Touraine        | 1386      | königliche Familie           | getauscht 1392             | für Ludwig, Bruder von König Karl VI.         |
| Herzog von Orléans         | 1392      | königliche Familie           | verschmolzen 1498          | für Ludwig, Bruder von König Karl VI.         |
| Graf von Valois            | 1392      | königliche Familie           | zum Herzogtum erhoben 1406 | für Ludwig, Bruder von König Karl VI.         |
| Herzog von Guyenne         | nach 1392 | königliche Familie           | erloschen 1401             | für Karl (1392–1401), Sohn von König Karl VI. |
| Graf von Périgord          | 1399      | Orléans (königliche Familie) | verkauft 1397              |                                               |

### 15. Jahrhundert
| Titel                        | Jahr      | Titelinhaber                                                                    | Abschaffung         | Bemerkungen                                 |
| ---------------------------- | --------- | ------------------------------------------------------------------------------- | ------------------- | ------------------------------------------- |
| Herzog von Guyenne           | nach 1400 | königliche Familie                                                              | erloschen 1415      | für Ludwig, Sohn von König Karl VI.         |
| Herzog von Touraine          | 1401      | königliche Familie                                                              | erloschen 1416      | für Johann, Sohn von König Karl VI.         |
| Herzog von Alençon           | 1404      | Alençon (königliche Familie)                                                    | erloschen 1525      | verloren 1458–1461, 1474–1476 und 1482–1483 |
| Graf von Soissons            | 1404      | Orléans (königliche Familie)                                                    | verschmolzen 1498   | für Ludwig, Bruder von König Karl VI.       |
| Baron von Coucy              | 1404      | Orléans (königliche Familie)                                                    | verschmolzen 1498   | für Ludwig, Bruder von König Karl VI.       |
| Herzog von Nemours           | 1404      | Évreux (königliche Familie)                                                     | erloschen 1503      |                                             |
| Kastellan von Châtillon      | 1404      | ??                                                                              | ??                  |                                             |
| Graf von Rethel              | 1405      | Burgund                                                                         | erloschen 1415      |                                             |
| Herzog von Valois            | 1406      | königliche Familie                                                              | verschmolzen 1498   | für Ludwig, Bruder von König Karl VI.       |
| Graf von Mortagne            | 1407      | königliche Familie                                                              | erloschen 1416      | für Johann, Sohn von König Karl VI.         |
| Graf von Mortain             | 1407      | Évreux (königliche Familie)                                                     | verloren 1408       |                                             |
| Kastellan von Evry-le-Châtel | 1408      | ??                                                                              | ??                  |                                             |
| Kastellan von Jouy-le-Châtel | 1408      | ??                                                                              | ??                  |                                             |
| Graf von Mortain             | 1414      | königliche Familie                                                              | erloschen 1415      | für Ludwig, Sohn von König Karl VI.         |
| Herzog von Berry             | 1416      | königliche Familie                                                              | erloschen 1417      | für Johann, Sohn von König Karl VI.         |
| Herzog von Touraine          | 1416      | königliche Familie                                                              | verschmolzen 1422   | für Karl, Sohn von König Karl VI.           |
| Herzog von Berry             | 1419      | königliche Familie                                                              | verschmolzen 1422   | für Karl, Sohn von König Karl VI.           |
| Herzog von Touraine          | 1423      | Douglas                                                                         | erloschen 1424      |                                             |
| Graf von Évreux              | 1427      | Stewart                                                                         | getauscht nach 1428 |                                             |
| Graf von Saintonge           | 1428      | ??                                                                              | ??                  |                                             |
| Herzog der Normandie         | 1436      | königliche Familie                                                              | erloschen 1436      | für Philipp, Sohn von König Karl VII.       |
| Herzog von Guyenne           | 1436      | königliche Familie                                                              | erloschen 1436      | für Philipp, Sohn von König Karl VII.       |
| Graf von Foix                | 1458      | Foix, Albret, Bourbon                                                           | verschmolzen 1589   |                                             |
| Graf von Eu                  | 1458      | Artois (königliche Familie), Burgund, Kleve, Lothringen-Guise, Orléans, Bourbon | erloschen 1775      |                                             |
| Graf von Nevers              | 1459      | Burgund (königliche Familie)                                                    | erloschen 1464      |                                             |
| Herzog von Berry             | 1461      | königliche Familie                                                              | getauscht 1465      | für Karl, Bruder von König Ludwig XI.       |
| Graf von Nevers              | 1464      | Burgund (königliche Familie)                                                    | erloschen 1491      |                                             |
| Herzog der Normandie         | 1465      | königliche Familie                                                              | getauscht 1469      | für Karl, Bruder von König Ludwig XI.       |
| Graf von Mortain             | 1465      | königliche Familie                                                              | erloschen 1474      | für Karl, Bruder von König Ludwig XI.       |
| Herzog von Guyenne           | 1469      | königliche Familie                                                              | erloschen 1474      | für Karl, Bruder von König Ludwig XI.       |
| Graf von Villefranche        | 1480      | Aragon                                                                          | erloschen ???       |                                             |
| Herzog von Valois            | 1498      | Angoulême (königliche Familie)                                                  | verschmolzen 1515   |                                             |

### 16. Jahrhundert
| Titel                      | Jahr | Titelinhaber                                       | Abschaffung                | Bemerkungen                                                                          |
| -------------------------- | ---- | -------------------------------------------------- | -------------------------- | ------------------------------------------------------------------------------------ |
| Graf von Nevers            | 1505 | Kleve                                              | zum Herzogtum erhoben 1538 |                                                                                      |
| Gräfin von Soissons        | 1505 | königliche Familie                                 | verschmolzen 1515          | für Claude, Tochter von König Ludwig XII.                                            |
| Baronin von Coucy          | 1505 | königliche Familie                                 | verschmolzen 1515          | für Claude, Tochter von König Ludwig XII.                                            |
| Herzog von Nemours         | 1507 | Foix                                               | erloschen 1512             |                                                                                      |
| Herzogin von Angoulême     | 1515 | Savoyen                                            | erloschen 1532             | für Luise von Savoyen, Mutter von König Franz I.                                     |
| Herzogin von Anjou         | 1515 | Savoyen                                            | erloschen 1532             | für Luise von Savoyen, Mutter von König Franz I.                                     |
| Herzog von Vendôme         | 1515 | Bourbon (königliche Familie)                       | verschmolzen 1589          |                                                                                      |
| Herzog von Châtellherault  | 1515 | Bourbon (königliche Familie)                       | verloren 1527              |                                                                                      |
| Herzogin von Valois        | 1516 | Orléans (königliche Familie)                       | erloschen 1520             |                                                                                      |
| Herzogin von Berry         | 1517 | Orléans (königliche Familie)                       | erloschen 1549             |                                                                                      |
| Herzog von Nemours         | 1524 | Savoyen                                            | erloschen 1652             | für Luise von Savoyen, Mutter von König Franz I., 1528 auf Luises Bruder übertragen. |
| Herzogin von Bourbon       | 1527 | Savoyen                                            | erloschen 1532             | für Luise von Savoyen, Mutter von König Franz I.                                     |
| Herzogin von Châtellerault | 1527 | Savoyen                                            | abgegeben 1530             |                                                                                      |
| Herzogin von Auvergne      | 1528 | Savoyen                                            | erloschen 1532             | für Luise von Savoyen, Mutter von König Franz I.                                     |
| Herzogin von Châtellerault | 1530 | Savoyen                                            | erloschen 1532             | für Luise von Savoyen, Mutter von König Franz I.                                     |
| Herzog von Guise           | 1528 | Lothringen                                         | erloschen 1675             | für Claude de Lorraine                                                               |
| Herzog von Nevers          | 1539 | Albret, Kleve, Gonzaga                             | verkauft 1659              |                                                                                      |
| Herzog von Orléans         | 1540 | königliche Familie                                 | erloschen 1545             | für Karl, Sohn von König Franz I.                                                    |
| Herzog von Angoulême       | 1540 | königliche Familie                                 | erloschen 1545             | für Karl, Sohn von König Franz I.                                                    |
| Herzog von Châtellerault   | 1540 | königliche Familie                                 | erloschen 1545             | für Karl, Sohn von König Franz I.                                                    |
| Graf von Clermont          | 1540 | königliche Familie                                 | erloschen 1545             | für Karl, Sohn von König Franz I.                                                    |
| Graf von La Marche         | 1540 | königliche Familie                                 | erloschen 1545             | für Karl, Sohn von König Franz I.                                                    |
| Herzog von Bourbon         | 1544 | königliche Familie                                 | erloschen 1545             | für Karl, Sohn von König Franz I.                                                    |
| Herzog von Aumale          | 1547 | Lothringen-Guise                                   | erloschen 1631             | für Claude de Lorraine, duc de Guise                                                 |
| Herzogin von Berry         | 1550 | königliche Familie                                 | erloschen 1574             | für Margarete, Schwester von König Heinrich II.                                      |
| Herzog von Montmorency     | 1551 | Montmorency                                        | verloren 1632              |                                                                                      |
| Herzog von Albret          | 1556 | Albret, Bourbon                                    | verschmolzen 1589          |                                                                                      |
| Herzog von Anjou           | 1566 | königliche Familie                                 | verschmolzen 1574          | für Heinrich, Bruder von König Karl IX.                                              |
| Herzog von Bourbon         | 1566 | königliche Familie                                 | verschmolzen 1574          | für Heinrich, Bruder von König Karl IX.                                              |
| Graf von Forez             | 1566 | königliche Familie                                 | verschmolzen 1574          | für Heinrich, Bruder von König Karl IX.                                              |
| Herzog von Alençon         | 1566 | königliche Familie                                 | erloschen 1584             | für Franz, Bruder von König Karl IX.                                                 |
| Herzog von Château-Thierry | 1566 | königliche Familie                                 | erloschen 1584             | für Franz, Bruder von König Karl IX.                                                 |
| Graf von Perche            | 1566 | königliche Familie                                 | erloschen 1584             | für Franz, Bruder von König Karl IX.                                                 |
| Graf von Meulan            | 1566 | königliche Familie                                 | erloschen 1584             | für Franz, Bruder von König Karl IX.                                                 |
| Graf von Mantes            | 1566 | königliche Familie                                 | erloschen 1584             | für Franz, Bruder von König Karl IX.                                                 |
| Herzog von Auvergne        | 1569 | königliche Familie                                 | verschmolzen 1574          | für Heinrich, Bruder von König Karl IX.                                              |
| Herzog von Penthièvre      | 1569 | Luxemburg, Lothringen, Bourbon-Vendôme             | erloschen 1687             |                                                                                      |
| Herzog von Évreux          | 1569 | königliche Familie                                 | erloschen 1584             | für Franz, Bruder von König Karl IX.                                                 |
| Graf von Dreux             | 1569 | königliche Familie                                 | erloschen 1584             | für Franz, Bruder von König Karl IX.                                                 |
| Herzog von Mercœur         | 1569 | Lothringen                                         | erloschen 1712             |                                                                                      |
| Herzog von Uzès            | 1572 | Crussol                                            | abgeschafft 1790           |                                                                                      |
| Herzog von Mayenne         | 1573 | Lothringen-Guise, Gonzaga                          | verkauft 1654              |                                                                                      |
| Herzog von Saint-Fargeau   | 1574 | Bourbon-Montpensier (königliche Familie)           | erloschen 1693             |                                                                                      |
| Herzog von Anjou           | 1576 | königliche Familie                                 | erloschen 1584             | für Franz, Bruder von König Heinrich III.                                            |
| Herzog von Touraine        | 1576 | königliche Familie                                 | erloschen 1584             | für Franz, Bruder von König Heinrich III.                                            |
| Herzog von Berry           | 1576 | königliche Familie                                 | erloschen 1584             | für Franz, Bruder von König Heinrich III.                                            |
| Herzog von Joyeuse         | 1581 | Joyeuse, Lothringen-Guise                          | erloschen 1675             |                                                                                      |
| Herzog von Piney           | 1581 | Luxemburg, Albert, Clermont, Montmorency-Luxemburg | abgeschafft 1790           | auch bekannt als Herzog von Luxemburg                                                |
| Herzog von Elbeuf          | 1581 | Lothringen                                         | abgeschafft 1790           |                                                                                      |
| Herzog von Retz            | 1581 | Gondy                                              | erloschen 1634             |                                                                                      |
| Herzog von Épernon         | 1581 | Jean Louis de Nogaret de La Valette                | erloschen 1661             |                                                                                      |
| Herzog von Rethel          | 1581 | Gonzaga                                            | verkauft 1658              |                                                                                      |
| Herzog von Hallwin         | 1588 | Hallwin                                            | erloschen 1611(?)          |                                                                                      |
| Herzog von Montbazon       | 1588 | Rohan                                              | erloschen 1593             |                                                                                      |
| Herzog von Ventadour       | 1589 | Lévis                                              | erloschen 1717             |                                                                                      |
| Herzog von Montbazon       | 1595 | Rohan                                              | abgeschafft 1790           |                                                                                      |
| Herzog von Thouars         | 1599 | La Trémoille                                       | abgeschafft 1790           |                                                                                      |
| Herzog von Beaufort        | 1597 | Estrées, Bourbon                                   | verkauft 1688              | für Gabrielle d’Estrées, die Geliebte von König Heinrich IV.                         |
| Herzog von Vendôme         | 1598 | Bourbon                                            | erloschen 1712             | für César, unehelicher Sohn von König Heinrich IV.                                   |
| Herzog von Biron           | 1598 | Gontaut                                            | verloren 1602              | für Charles de Gontaut                                                               |
| Herzog von Aiguillon       | 1600 | Lothringen-Mayenne                                 | erloschen 1621             |                                                                                      |

### 17. Jahrhundert
| Titel                          | Jahr | Titelinhaber                                   | Abschaffung                    | Bemerkungen                                           |
| ------------------------------ | ---- | ---------------------------------------------- | ------------------------------ | ----------------------------------------------------- |
| Herzog von Rohan               | 1603 | Rohan                                          | erloschen 1638                 |                                                       |
| Herzog von Sully               | 1606 | Béthune                                        | abgeschafft 1790               |                                                       |
| Herzog von Fronsac             | 1608 | Orléans-Longueville                            | erloschen 1631                 |                                                       |
| Herzog von Montpensier         | 1608 | Bourbon (königliche Familie), Orléans          | erloschen 1693                 |                                                       |
| Herzog von Damville            | 1610 | Montmorency                                    | verloren 1632                  |                                                       |
| Herzog von Hallwin             | 1611 | Hallwin                                        | erloschen 1620                 |                                                       |
| Herzog von Châteauroux         | 1616 | Bourbon-Condé (königliche Familie)             | verlor den Familienbesitz 1710 |                                                       |
| Herzog von Luynes              | 1619 | Albert                                         | abgeschafft 1790               | für Charles d’Albert                                  |
| Herzog von Lesdiguières        | 1620 | Bonne, Créquy                                  | erloschen 1711                 | für François de Bonne                                 |
| Herzog von Bellegarde          | 1620 | Saint-Lary                                     | erloschen 1646                 |                                                       |
| Herzog von Brissac             | 1620 | Cossé                                          | abgeschafft 1790               | für Charles II. de Cossé                              |
| Herzog von Hallwin             | 1621 | Hallwin, Schomberg                             | erloschen 1656                 |                                                       |
| Herzog von Candale             | 1621 | Nogaret de La Valette                          | erloschen 1639                 | Pair auf Lebenszeit ohne territoriale Ausstattung     |
| Herzog von Chaulnes            | 1621 | Albert                                         | erloschen 1698                 |                                                       |
| Herzog von Orléans             | 1626 | königliche Familie                             | erloschen 1660                 | für Gaston, Bruder Ludwigs XIII.                      |
| Herzog von Chartres            | 1626 | königliche Familie                             | erloschen 1660                 | für Gaston, Bruder Ludwigs XIII.                      |
| Herzog von Chevreuse           | 1627 | Lothringen-Guise                               | verkauft 1655                  |                                                       |
| Herzog von Valois              | 1630 | königliche Familie                             | erloschen 1660                 | für Gaston, Bruder Ludwigs XIII.                      |
| Herzog von Richelieu           | 1631 | Plessis, Vignerot                              | abgeschafft 1790               |                                                       |
| Herzog von La Valette          | 1631 | Nogaret                                        | erloschen 1661                 |                                                       |
| Herzog von La Rochefoucauld    | 1631 | La Rouchfoucauld                               | abgeschafft 1790               |                                                       |
| Herzog von Montmorency         | 1633 | Bourbon-Condé (königliche Familie)             | abgeschafft 1790               | umbenannt in Herzog von Enghien 1689                  |
| Herzog von Retz                | 1634 | Gondy                                          | erloschen 1676                 |                                                       |
| Herzog von Fronsac             | 1634 | Plessis, Maillé-Brézé, Bourbon-Condé, Vignerot | abgeschafft 1790               |                                                       |
| Herzog von Aiguillon           | 1634 | L'Age                                          | erloschen 1635                 |                                                       |
| Herzog von Saint-Simon         | 1635 | Rouvroy                                        | erloschen 1755                 |                                                       |
| Herzog von La Force            | 1637 | Caumont                                        | erloschen 1755                 |                                                       |
| Herzog von Aiguillon           | 1638 | Vignerot, Plessis                              | abgeschafft 1790               |                                                       |
| Herzog von Albret              | 1641 | Bourbon-Condé (königliche Familie)             | abgegeben 1651                 |                                                       |
| Herzog von Valentinois         | 1642 | Grimaldi                                       | erloschen 1731                 |                                                       |
| Herzog von Rohan               | 1648 | Rohan-Chabot                                   | abgeschafft 1790               |                                                       |
| Herzog von Albret              | 1665 | La Tour d'Auvergne                             | abgeschafft 1790               |                                                       |
| Herzog von Château-Thierry     | 1665 | La Tour d'Auvergne                             | abgeschafft 1790               |                                                       |
| Herzog von Bourbon             | 1661 | Bourbon-Condé (königliche Familie)             | abgeschafft 1790               |                                                       |
| Herzog von Orléans             | 1661 | königliche Familie                             | abgeschafft 1790               | für Philipp, Bruder Ludwigs XIV.                      |
| Herzog von Chartres            | 1661 | königliche Familie                             | abgeschafft 1790               | für Philipp, Bruder Ludwigs XIV.                      |
| Herzog von Valois              | 1661 | königliche Familie                             | abgeschafft 1790               | für Philipp, Bruder Ludwigs XIV.                      |
| Herzog von Randan              | 1661 | La Rochefoucauld-Randan, Foix de Candale       | erloschen 1714                 |                                                       |
| Herzog von Verneuil            | 1663 | Bourbon                                        | erloschen 1682                 | für Heinrich, unehelicher Sohn Heinrichs IV.          |
| Herzog von Estrées             | 1663 | Estrées de Lauzières                           | erloschen 1737                 |                                                       |
| Herzog von Gramont             | 1663 | Gramont                                        | abgeschafft 1790               | für Antoine II. de Gramont                            |
| Herzog von La Meilleraye       | 1663 | La Porte-Mazarin                               | erloschen 1738                 |                                                       |
| Herzog von Rethel              | 1663 | La Porte-Mazarin                               | erloschen 1738                 |                                                       |
| Herzog von Villeroy            | 1663 | Neufville                                      | abgeschafft 1794               | für Nicolas de Neufville                              |
| Herzog von Mortemart           | 1663 | Rochechouart                                   | abgeschafft 1790               |                                                       |
| Herzog von Poix                | 1663 | Créquy                                         | erloschen 1687                 |                                                       |
| Herzog von Saint-Aignan        | 1663 | Beauvilliers                                   | abgeschafft 1790               |                                                       |
| Herzog von La Rocheguyon       | 1663 | Plessis-Liancourt                              | erloschen 1674                 |                                                       |
| Herzog von Tresmes             | 1663 | Potier                                         | abgeschafft 1790               |                                                       |
| Herzog von Noailles            | 1663 | Noailles                                       | abgeschafft 1790               | für Anne de Noailles                                  |
| Herzog von Coislin             | 1663 | Cambout                                        | erloschen 1732                 |                                                       |
| Herzog von Choiseul            | 1665 | Choiseul                                       | erloschen 1705                 |                                                       |
| Herzog von Aumont              | 1665 | Aumont                                         | abgeschafft 1790               |                                                       |
| Herzog von Montausier          | 1665 | Saint-Maure                                    | erloschen 1690                 |                                                       |
| Herzog von La Ferté-Senneterre | 1666 | Saint-Nectaire                                 | erloschen 1703                 |                                                       |
| Herzogin von La Vallière       | 1667 | La Vallière, Bourbon                           | abgegeben 1698                 | für Louise de La Vallière, die Geliebte Ludwigs XIV.  |
| Herzog von Nemours             | 1672 | königliche Familie                             | abgeschafft 1790               | für Philipp, Bruder Ludwigs XIV.                      |
| Herzog von Saint-Cloud         | 1674 | n. b.                                          | abgeschafft 1790               | gehalten vom Erzbischof von Paris                     |
| Herzog von Béthune-Charost     | 1690 | Béthune                                        | abgeschafft 1790               |                                                       |
| Herzog von Damville            | 1694 | Bourbon                                        | verkauft 1719                  | für Ludwig-Alexander, legitimierten Sohn Ludwigs XIV. |
| Herzog von Montpensier         | 1695 | königliche Familie                             | abgeschafft 1790               | für Philipp, Bruder Ludwigs XIV.                      |
| Herzog von Aumale              | 1695 | Bourbon                                        | verkauft 1773                  | für Ludwig-August, legitimierten Sohn Ludwigs XIV.    |
| Herzog von Penthièvre          | 1697 | Bourbon                                        | abgeschafft 1790               | für Ludwig-Alexander, legitimierten Sohn Ludwigs XIV. |

### 18. Jahrhundert
| Titel                         | Jahr | Titelinhaber                       | Abschaffung      | Bemerkungen                                                                     |
| ----------------------------- | ---- | ---------------------------------- | ---------------- | ------------------------------------------------------------------------------- |
| Herzog von Châteauvillain     | 1703 | Bourbon                            | abgeschafft 1790 | für Ludwig-Alexander, legitimierten Sohn von König Ludwig XIV.                  |
| Herzog von Guise              | 1704 | Bourbon-Condé (königliche Familie) | abgeschafft 1790 |                                                                                 |
| Herzog von Boufflers          | 1708 | Boufflers                          | erloschen 1751   | für Louis-François de Boufflers                                                 |
| Herzog von Villars            | 1709 | Brancas                            | erloschen 1777   |                                                                                 |
| Herzog von Harcourt           | 1709 | Harcourt                           | abgeschafft 1790 | für Henri d’Harcourt                                                            |
| Herzog von Alençon            | 1710 | königliche Familie                 | erloschen 1714   | für Karl, Enkel von König Ludwig XIV.                                           |
| Herzog von Angoulême          | 1710 | königliche Familie                 | erloschen 1714   | für Karl, Enkel von König Ludwig XIV.                                           |
| Herzog von Fitz-James         | 1710 | Fitz-James                         | abgeschafft 1790 |                                                                                 |
| Herzog von Antin              | 1711 | Pardaillan de Gondrin              | erloschen 1757   |                                                                                 |
| Herzog von Rambouillet        | 1711 | Bourbon                            | abgeschafft 1790 | für Ludwig-Alexander, legitimierten Sohn von König Ludwig XIV.                  |
| Herzog von Chaulnes           | 1711 | Albert d'Ailly, Albert de Luynes   | abgeschafft 1790 |                                                                                 |
| Herzog von Rohan-Rohan        | 1714 | Rohan                              | erloschen 1787   |                                                                                 |
| Herzog von Joyeuse            | 1714 | Melun                              | erloschen 1724   |                                                                                 |
| Herzog von Hostun             | 1715 | Hostun                             | erloschen 1755   | für Camille d'Hostun, comte de Tallard, Marschall von Frankreich                |
| Herzog von Villars-Brancas    | 1716 | Brancas                            | abgeschafft 1790 |                                                                                 |
| Herzog von Roannais           | 1716 | Aubusson de La Feuillade           | erloschen 1725   |                                                                                 |
| Herzog von Valentinois        | 1716 | Goyon de Matignon, Grimaldi        | abgeschafft 1790 |                                                                                 |
| Herzog von Nevers             | 1720 | Mazarin-Mancini                    | abgeschafft 1790 |                                                                                 |
| Herzog von Biron              | 1723 | Gontaut de Biron                   | abgeschafft 1793 | für Charles-Armand de Gontaut                                                   |
| Herzog von Lévis              | 1723 | Lévis                              | erloschen 1734   |                                                                                 |
| Herzog von La Vallière        | 1723 | La Baume Le Blanc                  | erloschen 1780   |                                                                                 |
| Herzog von Mercœur            | 1723 | Bourbon-Conti (königliche Familie) | verkauft 1770    |                                                                                 |
| Herzog von Châtillon          | 1736 | Châtillon                          | erloschen 1762   |                                                                                 |
| Herzog von Fleury             | 1736 | Rosset                             | abgeschafft 1790 |                                                                                 |
| Herzog von Gisors             | 1748 | Fouquet                            | erloschen 1761   | für Charles Louis Auguste Fouquet de Belle-Isle                                 |
| Herzog von Duras              | 1756 | Durfort                            | abgeschafft 1790 |                                                                                 |
| Herzog von Stainville         | 1758 | Choiseul                           | erloschen 1785   |                                                                                 |
| Herzog von La Vauguyon        | 1758 | Quélen de Stuer de Caussade        | abgeschafft 1790 |                                                                                 |
| Herzog von Praslin            | 1762 | Choiseul                           | abgeschafft 1790 |                                                                                 |
| Herzog von Choiseul d'Amboise | 1764 | Choiseul                           | erloschen 1785   | für Étienne-François de Choiseul                                                |
| Herzog von Anjou              | 1771 | königliche Familie                 | abgeschafft 1790 | für Ludwig, Bruder von König Ludwig XVI.                                        |
| Herzog von Angoulême          | 1773 | königliche Familie                 | abgeschafft 1790 | für Karl, Bruder von König Ludwig XVI.                                          |
| Herzog von Auvergne           | 1773 | königliche Familie                 | getauscht 1778   | für Karl, Bruder von König Ludwig XVI.                                          |
| Herzog von Mercœur            | 1773 | königliche Familie                 | getauscht 1778   | für Karl, Bruder von König Ludwig XVI.                                          |
| Herzog von Alençon            | 1774 | königliche Familie                 | abgeschafft 1790 | für Ludwig, Bruder von König Ludwig XVI.                                        |
| Herzog von Clermont-Tonnerre  | 1775 | Clermont-Tonnerre                  | abgeschafft 1790 |                                                                                 |
| Herzog von Berry              | 1776 | königliche Familie                 | abgeschafft 1790 | für Karl, Bruder von König Ludwig XVI.                                          |
| Herzog von Châteauroux        | 1776 | königliche Familie                 | abgeschafft 1790 | für Karl, Bruder von König Ludwig XVI.                                          |
| Herzog von Aumale             | 1776 | Bourbon                            | abgeschafft 1790 |                                                                                 |
| Herzog von Gisors             | 1776 | Bourbon                            | abgeschafft 1790 |                                                                                 |
| Herzog von Brunoy             | 1777 | königliche Familie                 | abgegeben 1786   | für Ludwig, Bruder von König Ludwig XVI.                                        |
| Herzogin von Louvois          | 1777 | königliche Familie                 | abgeschafft 1790 | für Marie-Adélaïde und Sophie, Töchter von König Ludwig XV. (gemeinsamer Titel) |
| Herzog von Aubigny            | 1777 | Lennox                             | abgeschafft 1790 |                                                                                 |
| Herzog von Amboise            | 1787 | Bourbon                            | abgeschafft 1790 |                                                                                 |
| Herzog von Choiseul           | 1787 | Choiseul-Beaupré                   | abgeschafft 1790 |                                                                                 |
| Herzog von Coigny             | 1787 | Franquetot                         | abgeschafft 1790 | der letzte Pair, der vor der Revolution geschaffen wurde                        |

## Die Pairs der Restaurationszeit (1814–1848)
- Armand Emmanuel du Plessis, duc de Richelieu
- Charles Pierre François Augereau
- Claude-Victor Perrin gen. Victor
- Emmanuel de Grouchy
- Emmerich Joseph von Dalberg
- Étienne André François de Paule Fallot de Beaumont de Beaupré
- Jacques MacDonald
- Étienne-Maurice Gérard
- François-Etienne Kellermann
- Henri Clarke d’Hunebourg
- Honoré Théodore Maxime Gazan de la Peyrière
- Louis Gabriel Suchet
- Jacques-Henri Wustenberg
- Jean-Baptiste Jourdan
- Jean-Denis Lanjuinais
- Jean Jacques Pelet (1777–1858), Generalleutnant und Militärschriftsteller
- Charles Frédéric, Comte Reinhard
- Laurent de Gouvion Saint-Cyr
- Louis-Nicolas Davout
- Michel Ney
- Nicolas Jean-de-Dieu Soult
- Philippe-Louis-Marc-Antoine de Noailles
- Pierre-Simon Laplace
- Victor Hugo
- Roger Ducos (noch von Napoleon benannt)
- Mathieu Dumas (1753–1837) (Lieutenant-Géneral, Kriegsminister, Intendant-Géneral, Militärhistoriker) 1831